# Kanton Carentan-les-Marais
Der Kanton Carentan-les-Marais (früher Kanton Carentan)  ist seit 1790 ein französischer Wahlkreis in den Arrondissements Cherbourg, Coutances und Saint-Lô im Département Manche. Der Hauptort des Kantons ist Carentan-les-Marais.

## Gemeinden
Der Kanton besteht aus 21 Gemeinden und Gemeindeteilen mit insgesamt 21.468 Einwohnern (Stand: 1. Januar 2022) auf einer Gesamtfläche von 400,56 km²:
| Gemeinde                    | Einwohner 1. Januar 2022 | Fläche km² | Dichte Einw./km² | Code INSEE | Postleitzahl        | Arrondissement |
| --------------------------- | ------------------------ | ---------- | ---------------- | ---------- | ------------------- | -------------- |
| Appeville                   | 193                      | 13,20      | 15               | 50016      | 50500               | Coutances      |
| Audouville-la-Hubert        | 76                       | 6,40       | 12               | 50021      | 50480               | Cherbourg      |
| Auvers                      | 689                      | 18,76      | 37               | 50023      | 50500               | Saint-Lô       |
| Baupte                      | 428                      | 2,29       | 187              | 50036      | 50500               | Coutances      |
| Beuzeville-la-Bastille      | 147                      | 4,34       | 34               | 50052      | 50360               | Cherbourg      |
| Blosville                   | 322                      | 4,22       | 76               | 50059      | 50480               | Cherbourg      |
| Boutteville                 | 59                       | 1,82       | 32               | 50070      | 50480               | Cherbourg      |
| Carentan-les-Marais         | 9.613                    | 106,16     | 91               | 50099      | 50480, 50500, 50620 | Saint-Lô       |
| Hiesville                   | 72                       | 4,03       | 18               | 50246      | 50480               | Cherbourg      |
| Liesville-sur-Douve         | 214                      | 5,24       | 41               | 50269      | 50480               | Cherbourg      |
| Méautis                     | 648                      | 16,98      | 38               | 50298      | 50500               | Saint-Lô       |
| Neuville-au-Plain           | 84                       | 4,70       | 18               | 50373      | 50480               | Cherbourg      |
| Picauville                  | 3.222                    | 64,89      | 50               | 50400      | 50480, 50250, 50360 | Cherbourg      |
| Saint-André-de-Bohon        | 369                      | 10,43      | 35               | 50445      | 50500               | Saint-Lô       |
| Saint-Germain-de-Varreville | 109                      | 5,81       | 19               | 50479      | 50480               | Cherbourg      |
| Saint-Martin-de-Varreville  | 170                      | 8,36       | 20               | 50517      | 50480               | Cherbourg      |
| Sainte-Marie-du-Mont        | 694                      | 26,98      | 26               | 50509      | 50480               | Cherbourg      |
| Sainte-Mère-Église          | 2.910                    | 52,27      | 56               | 50523      | 50480               | Cherbourg      |
| Sébeville                   | 34                       | 2,88       | 12               | 50571      | 50480               | Cherbourg      |
| Terre-et-Marais             | 1.288                    | 35,59      | 36               | 50564      | 50500               | Saint-Lô       |
| Turqueville                 | 127                      | 5,21       | 24               | 50609      | 50480               | Cherbourg      |
| Kanton Carentan-les-Marais  | 21.468                   | 400,56     | 54               | 5005       | –                   | –              |

1. ↑   Ohne die Fläche der ehemaligen Gemeinde Montmartin-en-Graignes, diese gehört zum Kanton Pont-Hébert.

Bis zur landesweiten Neuordnung der Kantone 2015 bestand der Kanton Carentan aus den 14 Gemeinden Breuville, Bricquebec, L’Étang-Bertrand, Magneville, Morville, Négreville, Les Perques, Quettetot, Rauville-la-Bigot, Rocheville, Saint-Martin-le-Hébert, Sottevast, Le Valdécie und Le Vrétot. Sein Zuschnitt entsprach einer Fläche von 159,88 km2.

## Veränderungen im Gemeindebestand
2019:
- Fusion Brucheville, Carentan-les-Marais, Catz, Montmartin-en-Graignes (Kanton Pont-Hébert), Saint-Hilaire-Petitville und Vierville → Carentan-les-Marais
- Fusion Carquebut, Ravenoville und Sainte-Mère-Église → Sainte-Mère-Église

2017:
- Fusion Brévands, Carentan les Marais und Saint-Pellerin → Carentan les Marais
- Fusion Les Moitiers-en-Bauptois und Picauville → Picauville

2016:
- Fusion Angoville-au-Plain, Carentan, Houesville und Saint-Côme-du-Mont → Carentan les Marais
- Fusion Amfreville, Cretteville, Gourbesville, Houtteville und  Vindefontaine → Picauville
- Fusion Beuzeville-au-Plain, Chef-du-Pont, Écoquenéauville, Foucarville und Sainte-Mère-Église → Sainte-Mère-Église
- Fusion Sainteny und Saint-Georges-de-Bohon → Terre-et-Marais